# علی‌قلی خان کازرونی
خواجه علی‌قلی خان افشار کازرونی مشهور به کلبعلی‌خان حاکم کازرون در دوران حکومت‌های افشاریه و زندیه بود. او همچنین در دورهٔ حکومت زندیه، مدتی امیرالاُمرای فارس و مدتی حاکم قم و کاشان بود. علی‌قلی خان از نزدیکان و افراد مورد اعتماد نادرشاه افشار، کریم‌خان زند و آقامحمدخان قاجار محسوب می‌شد. وی نقش مهمی در استقرار و تثبیت حکومت زندیه ایفا کرد.

## تولد و خانواده
علی‌قلی افشار، فرزند خواجه محمدرضا افشار و متولد کازرون بود. اجداد او از بزرگان ایل افشار بودند که شاه اسماعیل صفوی پس از تصرف کازرون، آنان را حاکم این شهر کرد. اقامت و حکومت طولانی‌مدت این خاندان در کازرون موجب شد تا به اسم افشار کازرونی مشهور شوند. پدر علی‌قلی، پیش از او حاکم کازرون بود. در سال ۱۱۴۶ هجری نادرشاه افشار در تعقیب محمدخان بلوچ که علیه او شورش کرده بود به کازرون آمد. خواجه محمدرضا افشار کازرونی، حاکم کازرون به هواداری از محمدخان بلوچ علیه نادرشاه جنگید و کشته شد. نادرشاه همچنین خواجه ابوالحسن افشار کازرونی، خواهرزادهٔ خواجه محمدرضا افشار را کور کرد.

## انتصاب به عنوان حاکم کازرون

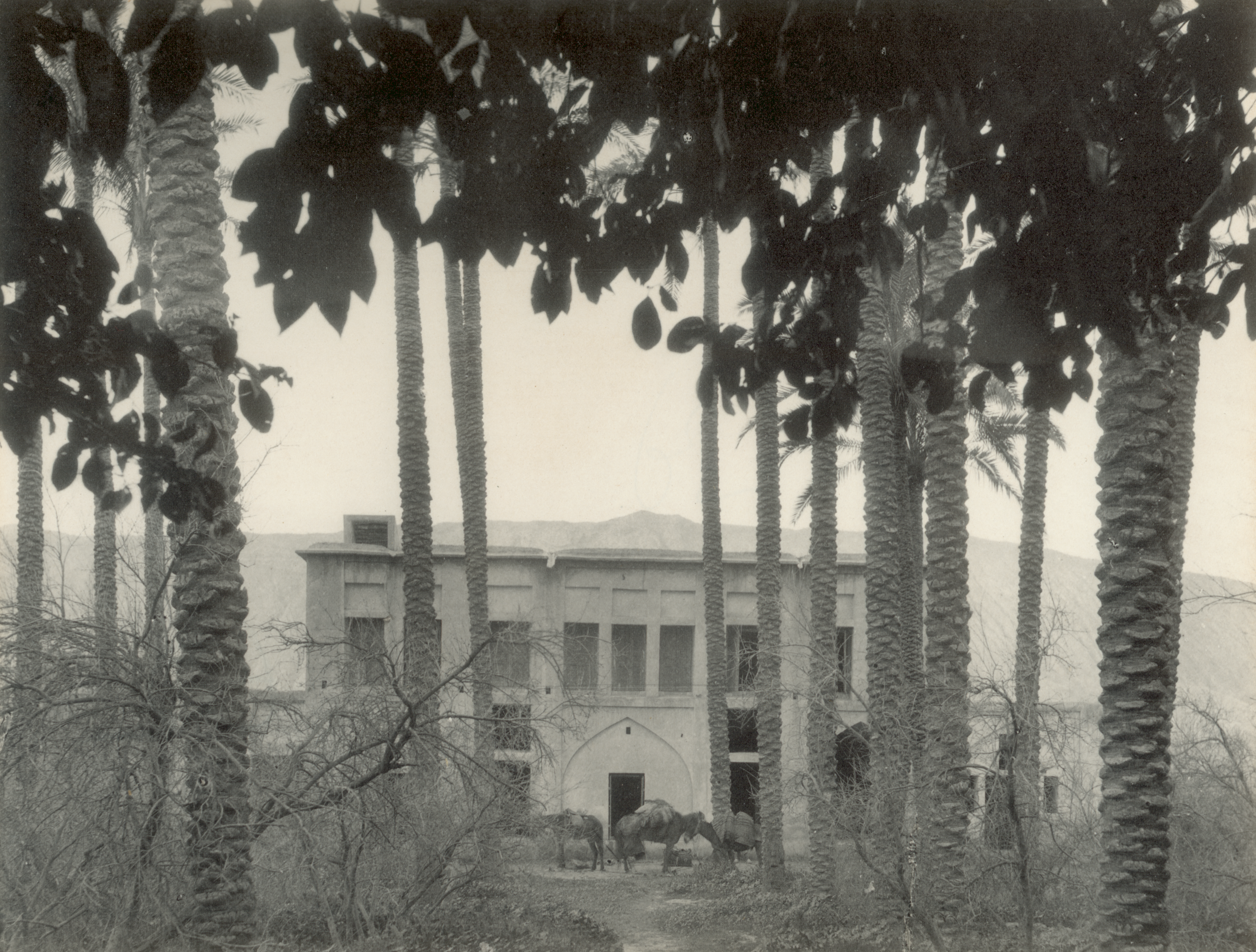
باغ نظر کازرون در سال ۱۸۹۱ میلادی. اثر Thomson, J. این باغ هم‌اکنون یکی از جاذبه‌های گردشگری و تاریخی این شهر محسوب می‌شود.

نادرشاه پس از قتل پدر علی‌قلی افشار و کور کردن پسرعمهٔ او، از کار خود پشیمان شد و علی‌قلی افشار را ملازم اردوی خود نمود.  در سال ۱۱۴۹ هجری، نادرشاه پس از اطمینان پیدا کردن به علی‌قلی افشار، لقب خان را به او اعطا کرده و او را به‌عنوان حاکم موروثی کازرون منصوب کرد.
خواجه علی‌قلی خان افشار کازرونی کوشید تا در مقام حاکمیت کازرون این شهر را رشد دهد. از جمله اقدامات او تأسیس باغی بزرگ به‌نام باغ نظر در سال ۱۱۵۰ هجری بود.

## کمک به استقرار حکومت زندیه
قدرت خواجه علی‌قلی خان در دورهٔ حکومت زندیه با حمایت از کریم‌خان زند در رسیدن به قدرت به اوج خود رسید. او در سال ۱۱۶۷ هجری که کریم‌خان زند در منطقه خشت در ۶۰ کیلومتری کازرون امروزی، آماده نبرد با آزادخان افغان و نمایندهٔ او، فتحعلی‌خان افشار بود، با تفگنچیان کازرونی به لشکر کریم‌خان زند پیوست. کریم‌خان که در نبرد قبلی از آزادخان شکست خورده بود، این بار توانست با کمک نیروهای کازرونی، لشکر آزادخان افغان را به سختی شکست دهد. از آن پس حاکم کازرون به یکی از افراد مورد اعتماد و بسیار نزدیک به کریم‌خان زند تبدیل شد. با این حال در سال ۱۱۷۵ هجری که کریم‌خان زند عده‌ای از بزرگان فارس از جمله حاکم کازرون را برای سرکوب شورش فتحعلی‌خان افشار در آذربایجان به این منطقه فرستاد، لشکر فارس در قره‌چمن در نزدیکی تبریز از لشکر فتحعلی‌خان افشار شکست می‌خورد و عده‌ای از این بزرگان از جمله حاکم کازرون از مهلکه فرار می‌کنند. آن‌ها در اصفهان دستگیر می‌شوند و حکم کور شدن حاکم کازرون صادر می‌شود. اما با پادرمیانی میرزا محمد کلانتر، کلانتر فارس نزد کریم‌خان زند، خواجه علی‌قلی‌خان افشار، حاکم کازرون بخشیده می‌شود.

## انتصاب به حکومت قم و کاشان
در سال ۱۱۹۹ که جعفرخان زند اصفهان را فتح کرد، حاکم کازرون نیز از همراهان او بود. پس از آن جعفرخان زند، او را به حکومت قم و کاشان منصوب کرد و در همان سال خواجه علی‌قلی‌خان افشار کازرونی، شورش اعراب جندق به سرکردگی محمدحسن‌خان عرب عاملی را سرکوب کرد. اما به او قول تأمین امنیت جانی‌اش را داد و او را به اصفهان، نزد جعفرخان زند فرستاد. اما جعفرخان بر خلاف قولش، حکم به قتل محمدحسن خان عرب عاملی و اطرافیانش داد. این مسئله موجب عصبانیت شدید خواجه علی‌قلی‌خان افشار شد و او حکومت قم و کاشان را رها و به زادگاهش کازرون بازگشت.

## قتل پادشاه زند
او پس از بازگشت به کازرون عده‌ای از سپاهیان منطقهٔ کوهمره و ایلات مستقر در اطراف کازرون را گرد خود جمع کرد و آنان را برای به زیر کشیدن جعفرخان زند از پادشاهی ترغیب کرد. جعفرخان، پادشاه زند پس از آگاهی از این موضوع، عده‌ای از بزرگان را برای دلجویی از او به کازرون فرستاد و او را به شیراز دعوت کرد. اما پس از عزیمت خواجه علی‌قلی‌خان افشار کازرونی به شیراز، جعفرخان زند عهد خود را شکست و او را به اتهام بی‌لیاقتی به همراه تعدادی از اشراف زند در ارگ کریم‌خان شیراز زندانی کرد. خواجه علی‌قلی‌خان افشار کازرونی نیز اشراف زند را به فرار از زندان تحریک کرده و با ترفندهایی از زندان فرار کرد. او و سایر فراریان مخفیانه به حرمسرای جعفرخان زند رفته و این پادشاه را به قتل رساندند.

## انتصاب به عنوان امیرالاُمرای فارس
در پی این حادثه، صیدمرادخان زند که به همراه خواجه علی‌قلی‌خان افشار کازرونی در ارگ کریم‌خانی زندانی بود، به مقام پادشاهی رسید و بلافاصله خواجه علی‌قلی‌خان افشار کازرونی را به مقام امیرالاُمرایی فارس برگزید. اما پادشاهی صیدمرادخان زند تنها مدتی کوتاه دوام آورد و لطفعلی‌خان زند، فرزند جعفرخان زند علیه وی قیام کرد و او و تمام افرادی که در قتل پدرش نقش داشتند را به قتل رساند. اما با وساطت حاج ابراهیم کلانتر، کلانتر فارس و دیگر اعیان و بزرگان فارس از گناه خواجه علی‌قلی‌خان افشار که نقش اصلی را در قتل پدرش داشت، گذشت کرد.

## اتحاد با آقامحمدخان قاجار
درنهایت برادر خواجه علی‌قلی خان، خواجه رضاقلی خان افشار کازرونی حاکم کازرون شد. در زمانی که حاج ابراهیم کلانتر با بستن دروازه‌های شیراز اجازه ورود لطفعلی‌خان به این شهر را نداد و همزمان با حرکت آقامحمدخان قاجار و لشکر او به سمت فارس، خواجه علی‌قلی خان به همراه برادرش به آقامحمدخان پیوست. وی از نزدیکان آقامحمدخان قاجار شد و در جنگ‌های او علیه لطفعلی‌خان زند شرکت داشت. نهایتاً در زمانی که لطفعلی‌خان زند برای جمع‌آوری نیرو از مسیر کازرون به سمت جنوب در حرکت بود، حاکم کازرون او‌ و نیروهایش را محاصره کرده و قصد دستگیری لطفعلی‌خان و تحویل او به آقامحمدخان قاجار را داشت. لطفعلی‌خان زند و نیروهایش اسب‌های خود را رها کرده و از رشته‌کوه قبله واقع در جنوب شهر کازرون به سمت دشتستان و بوشهر فرار کردند. لطفعلی‌خان زند پس از جمع‌آوری نیرو در آن منطقه به کازرون بازگشت و طی یک نبرد، خواجه رضا‌قلی‌خان افشار کازرونی را بازداشت کرده و برای انتقام، او و فرزندانش را کور کرد.